# PC-FX
PC-FX是日本電氣（NEC）的子公司「NEC Home Electronics」（NECホームエレクトロニクス，簡稱NEC HE）在1994年12月推出的32位元家庭用遊戲機，名義上是PC Engine的後繼機種，同時也是NEC HE最後一部遊戲主機。隨著NEC集團的改組，NEC HE已於2000年3月31日結束營業、2002年2月完成清算並解散，其後將資產轉讓給BIGLOBE（2014年4月1日脫離NEC），也意味NEC全面撤出電玩遊戲市場。

## 概要

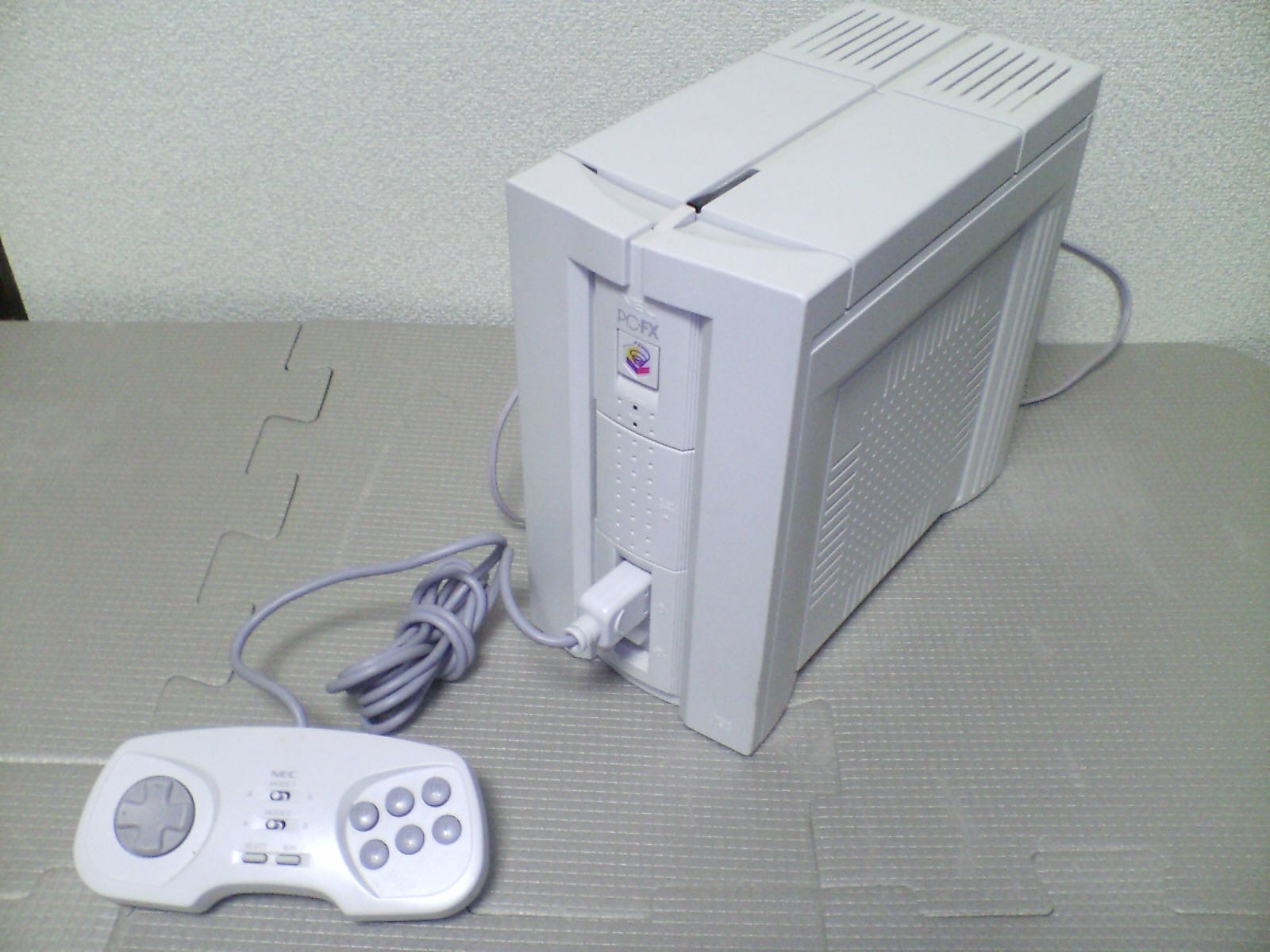
PC-FX

關於主機的名字由來，「PC」意謂NEC PC-98系列的機種其中的一員，「F」是「Future」、而「X」則是「未知數」，可以看得出NEC HE對此機的寄望。此機與前代機種PC Engine（簡稱PCE）一樣，處理器同樣由HUDSON公司開發。此主機亦是世界首部縱置型家用遊戲機，並在1994年得到日本通商產業省甄選為當年其中一個「最佳造型設計商品」。

## 一個全新的系統
針對電玩市場，NEC HE過去都以一種名為「核心構想」的策略去推廣PCE。所謂「核心」，是從主機（這裡是指只能使用HuCARD而帶有擴充端子的單一機型）作為核心，並推出大量可供核心機種使用的配件，如光碟機模組、搖桿、繪圖器、印表機等等。不過，PC-FX並沒有向下兼容功能，就是控制器的端子也有分別；換句話說，PC-FX並不能使用PC Engine的軟體和配件，屬於兩個系統。
與PCE再沒有關係的PC-FX，反而跟PC-98系列拉上關係。NEC曾經更為PC-98不帶有光碟機的機種推出過一個SCSI轉接器，可讓PC-FX充當作外置光碟機；另外，在PC-FX的晚期更推出可讓個人電腦與PC-FX連動的ISA/C-BUS介面卡「PC-FXGA」，能夠讓玩家在個人電腦上開發簡單的遊戲。

## 動畫機能成最大賣點
PC Engine的最大資產是大量動漫、美少女遊戲。過去，CD ROM年代的遊戲大多會在每關之間加插所謂的「視覺畫面」──以插圖方式配上配音員演出，做成儼如卡通動畫的視覺效果；NEC方面亦視之為PC-FX的發展方向。因此PC-FX擁有同期機種〔PlayStation（簡稱PS）和世嘉土星（簡稱SS）〕中最佳的播放能力，其Motion JPEG編碼器能夠播放每秒30格、全色彩的電影片段；PC-FX藉著此優秀播片功能，造就了大量以卡通動畫構成的遊戲。另外，PC-FX同時搭載了兩個HuC6270，也就是同樣由HUDSON開發的PCE顯示晶片；原則上，PC-FX的演算能力是PCE的兩倍。

## 遊戲類型的局限

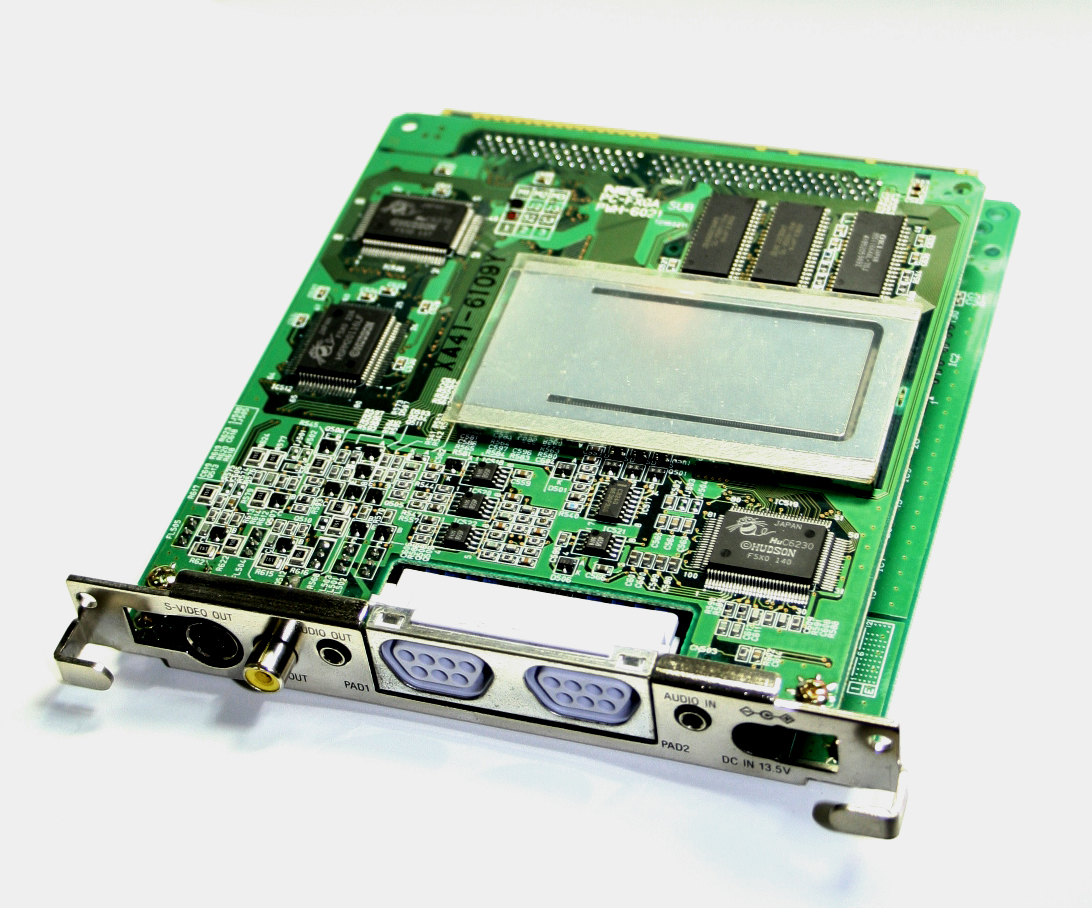
PC-FXGA卡

雖說PC-FX的處理能力是PCE的兩倍，但作為一部新世代的主機就有所不足。特別是推出此機的同時市場上還有PS和SS這兩部新主機，而這兩機種都帶有演算3D、多邊形的能力；相反的，PC-FX卻完全不設立體機能，因此PC-FX的遊戲只能依賴其「優秀的動畫功能」而發展，遊戲軟體大多是動漫改編作品或是十八禁的美少女遊戲。另外由於廠商都熱衷於此，在PCE曾經流行一時的大型電玩移植熱潮在PC-FX身上並不復見；縱然此機在機能上是凌駕於超級任天堂之上，理論上是有移植2D作品的能力。
由於市場策略的估計錯誤，PC-FX在功能和遊戲表現方面並沒有太多擴展空間，客群亦只能局限在一群硬派動漫迷而無力吸納新的機主。為了滿足這群為數有限的用戶，NEC HE只能繼續推出他們喜歡的美少女遊戲；然而這類遊戲的完成度普遍都偏低，在PC-FX可以玩到的遊戲類型更與當時市場流行的遊戲如格鬥、射擊遊戲等類型更是大相徑庭，立體多邊形的遊戲更是一個都沒有；對比同期推出的對手主機，PC-FX遂成為一種少數人的玩意。

## 市場策略局限客群
由於身為PC-FX的機主大多是動漫迷，因此NEC亦搞了一個會員俱樂部去維繫客戶關係，會員可以定期收到郵件會訊、試玩光碟、不定期的新作試玩會情報、和在遊戲作聲音演出的配音員聚會情報等等。由於動漫迷對於這類活動是很雀躍，因此PC-FX雖然用戶數有限，但普遍都對該主機有很高的忠誠度。
除了遊戲軟件，PC-FX在當時亦擔起「動漫迷資訊站」的角色。NEC HE曾為PC-FX推出了六片動漫資訊光碟雜誌《Anime Freak》，內裡記載的多為動漫和聲優的資料，以及一些遊戲製作、配音花絮片段。由於當年互聯網還未普及，這類光碟雜誌遂成為除了雜誌以外其中一個的資訊流通的途徑；但由於該作品每期定售價達7,800日圓之高，因此也非任何人都能接受。
針對動漫迷，NEC為PC-FX起用了一個虛擬美少女「Rolfee」（ロルフィー）作為代言人；此角色是由動畫版《美少女戰士》的人物設計野和子作角色性格和造型設定，設定年齡為13歲，並由配音員大野麻里奈配音。此姝當年經常在PC-FX的平面廣告出沒，亦擁有「自己的」遊戲《鄰家的公主》（となりのプリンセス ロルフィー）。

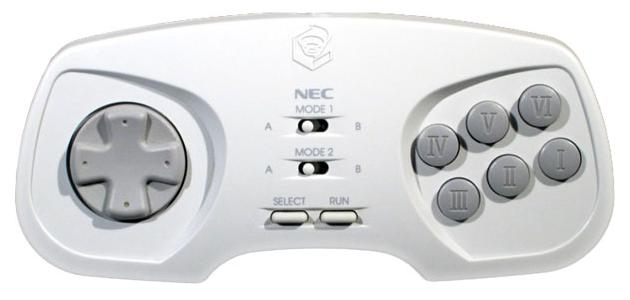
PC-FX手把
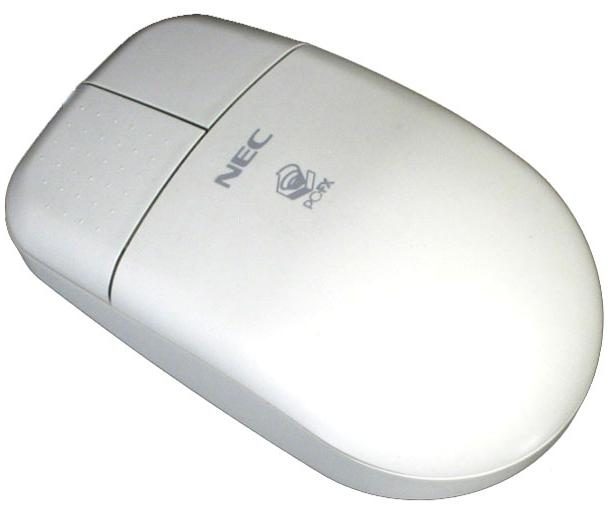
PC-FX滑鼠
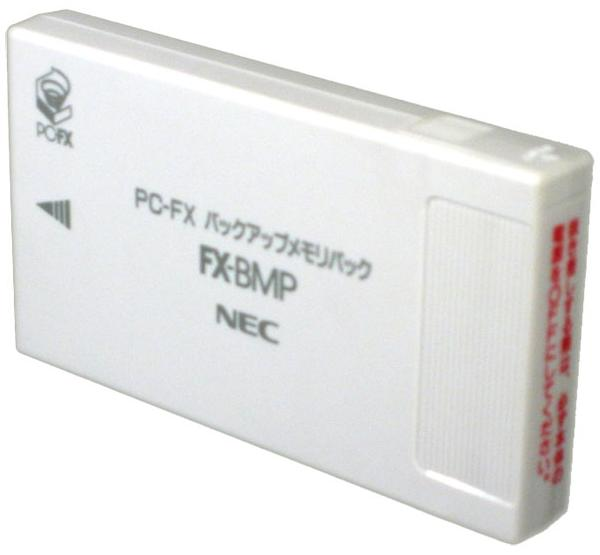
PC-FX記憶卡
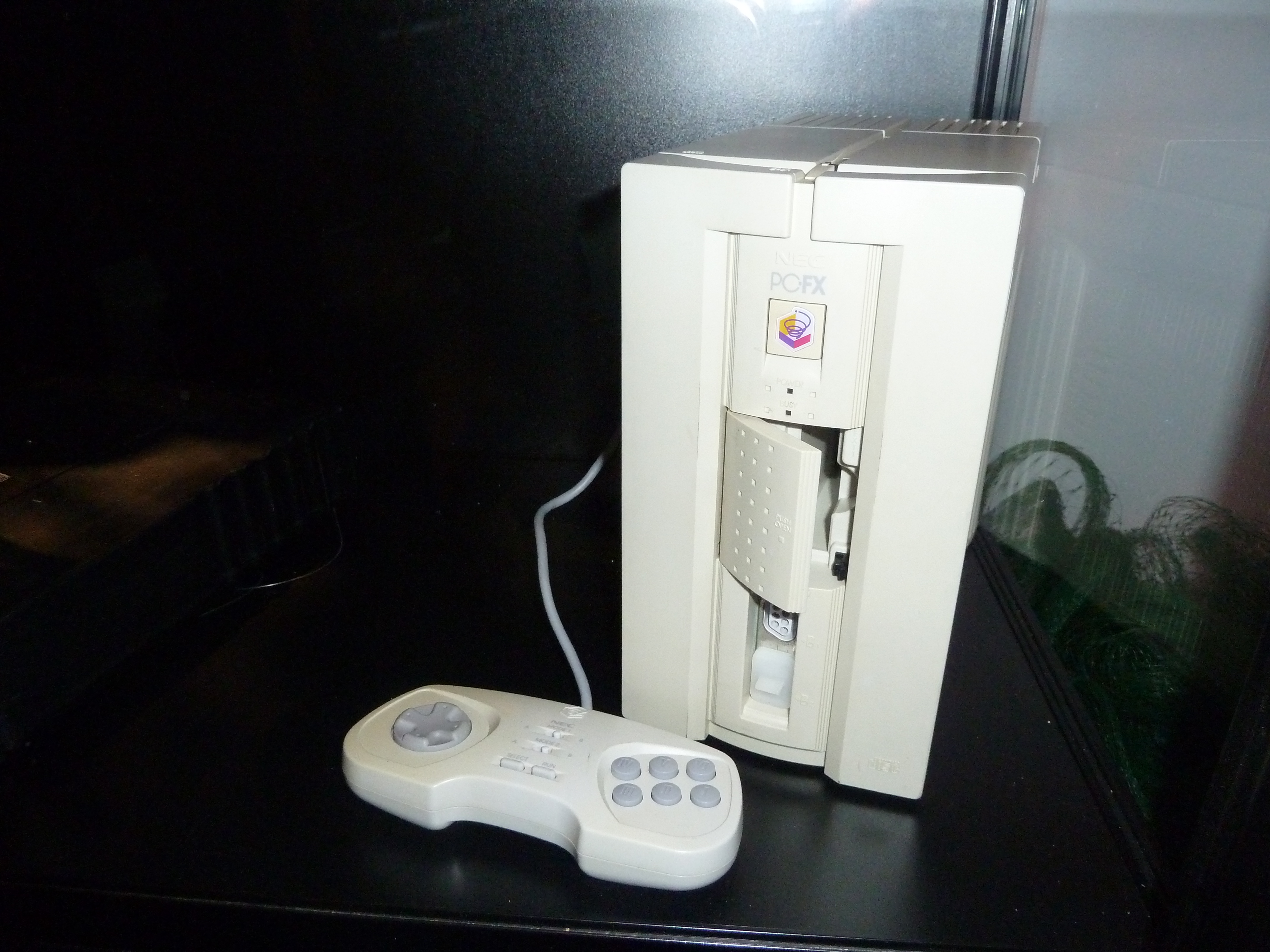
前方記憶卡插槽